# Superligue de Russie de basket-ball
La Super League russe de basket-ball 1, ou Super Liga 1, (russe : Баскетбольная CуперLIга 1), anciennement connue sous le nom de Super League A russe de basket-ball ou Super Liga A russe de basket-ball, est une ligue professionnelle masculine de basket-ball qui était la ligue prééminente. du basket-ball professionnel russe jusqu'en 2010. Depuis la saison 2010-2011, il s'agit de la division de deuxième niveau de la pyramide du basket-ball professionnel russe, après la VTB United League et avant la Russian Basketball Super League 2. La ligue est dirigée par la Fédération russe de basket-ball (RBF).

## Historique
Après avoir été la division de premier rang du basket-ball russe, dès sa première saison en 1991-1992, la Super League A a été reléguée au rang de division de deuxième rang du basket-ball russe après la saison 2009-10 et a été remplacée par une première division différente. ligue de premier niveau, à commencer par la saison 2010-2011 de la Ligue russe de basket-ball professionnel (PBL). La ligue qui a succédé à la Super League 1 n'était pas contrôlée par la Fédération russe de basket-ball (RBF), comme l'est la Super League 1, mais par un organisme distinct appelé la Ligue professionnelle de basket-ball (PBL).
À partir de la saison 2010-2011, les divisions Super League A et Super League B (l'ancienne deuxième division de la pyramide russe du basket-ball) ont été réunies en une seule ligue qui sert de deuxième niveau du basket-ball russe, appelée Super League 1. La saison 2010-2011 comptait 11 clubs.

## Clubs 2021/2022
- BC Samara
- Runa Basket Moscow
- Temp-SUMZ Revda
- Irkut Irkutsk
- Uralmash Yekaterinburg
- Universitet Yugra Surgut
- Novosibirsk
- Barnaul
- Ufimets Ufa
- Khimki
- CSKA Moscow-2
- Dome Springs Izhevsk
- MBA Moscow
- Lokomotiv Kuban 2
- Dynamo Vladivostok

## Palmarès
- 2010-2011 : Spartak Primorye
- 2011-2012 : Ural Yekaterinburg
- 2012-2013 : Ural Yekaterinburg
- 2013-2014 : Avtodor Saratov
- 2014-2015 : Novosibirsk
- 2015-2016 : PSK Sakhalin
- 2016-2017 : Universitet Yugra Surgut
- 2017-2018 : BC Spartak Primorye
- 2018-2019 : BC Samara
- 2019-2020 :  not awarded
- 2020-2021 : BC Samara
- 2021-2022 : Uralmash Yekaterinburg
- 2022-2023 : Uralmash Yekaterinburg